# Baeochelys humicola
Baeochelys humicola es una especie de coleóptero de la familia Endomychidae.

## Distribución geográfica
Habita en el Congo.